# Carapelhos
Carapelhos is een plaats (freguesia) in de Portugese gemeente Mira en telt 766 inwoners (2001).